# Generic Access Network
Generic Access Network (GAN) — протокол, который позволяет обеспечить работу мобильных приложений для передачи голоса, данных и мультимедиа (IP Multimedia Subsystem/Session Initiation Protocol (IMS/SIP)) по IP-сетям. Unlicensed Mobile Access (UMA) — это коммерческое название, используемое операторами мобильной связи для внешнего IP-доступа в свои базовые сети. Системы последнего поколения называется Wi-Fi calling или VoWiFi рядом производителей мобильных телефонов, включая Apple и Samsung. Возможности предоставления услуги зависят от IMS, IPsec, IWLAN и ePDG.
По сути, GAN позволяет пересылать пакеты от сотового телефона в точку доступа к сети через Интернет без использования беспроводной сети на базе GSM/GPRS, UMTS или аналогичных. Выделенное устройство, называемое «контроллером GAN» (англ. GAN controller, GANC), получает эти данные из Интернета и передает их в телефонную сеть, как если бы они приходили от антенны, расположенной на вышке. Можно выполнять вызовы с телефона или принимать их так, как если бы он был подключён по беспроводной сети непосредственно к точке присутствия GANC. Система практически невидима для сети в целом, GAN используется, чтобы позволять мобильным телефонам, совместимым с UMA, использовать сети Wi-Fi для установления вызовов вместо обычных вышек сотовой связи. Это может быть полезно в местах с плохим покрытием сотовой связи, где доступна другая форма доступа в Интернет, особенно в жилых помещениях или в офисе. Система предлагает плавную передачу обслуживания, поэтому пользователь может переходить от вышки сотовой связи к Wi-Fi и обратно так же незаметно, как это происходит при переходе от одной вышки сотовой связи к другой.
Поскольку система GAN работает через Интернет, телефон с поддержкой UMA может подключаться к своему поставщику услуг из любого места, где есть доступ в Интернет. Это особенно полезно для путешественников, которые могут подключиться к GANC своего провайдера и совершать звонки в свой домашний регион из любой точки мира. Однако возможности использования услуги зависят от качества Интернет-соединения и могут быть снижены при ограниченной пропускной способности или при использовании соединения с большой задержкой. Для повышения качества обслуживания (QoS) в жилом помещении или в офисе некоторые провайдеры также предоставляют специально запрограммированную беспроводную точку доступа, отдающую приоритет UMA-пакетам.